# Elena Liliana Popescu
Elena Liliana Popescu (n. 20 iulie 1948, Turnu Măgurele) este o poetă, traducătoare, eseistă și editoare română. Este membru al Uniunii Scriitorilor din România, filiala București - Poezie.

## Studii
A urmat colegiul național Bogdan Petriceicu Hașdeu din Buzău (1960 - 1965), apoi Facultatea de Matematică și Informatică, Universitatea București (1965-1970). Este doctor în matematici, specialitatea algebră, titlu obținut în 1981.

## Activitate profesională
Este profesor universitar la Departamentul de Informatică , Facultatea de Matematică și Informatică, Universitatea București.

### Publicații științifice
Este autoare (singură sau în colaborare) a unor lucrări cu caracter științific și didactic (5 cărți și peste 25 de articole publicate în reviste de specialitate (din țară și din străinătate), citate în peste 150 de lucrări științifice și monografii publicate în România și în străinătate.

## Activitate literară
A publicat peste 75 de volume de poezie și traduceri din opera unor scriitori clasici și contemporani. Poezii ale sale, traduse în peste 30 de limbi, printre care engleză, chineză, spaniolă, franceză, italiană, maghiară, sârbă, portugheză, urdu, arabă, bengali, rusă, indoneziană, germană, suedeză,  latină, slovacă, cehă, olandeză, armeană, albaneză, catalană, bască, estoniană, slovenă, sunt publicate în volume de poezie, antologii personale și colective în peste 120 de reviste literare din țară sau din străinătate (Albania, Algeria, Argentina, Australia, Bangladesh, Bolivia, Brazilia, Canada,  Chile, Columbia, Coreea de Sud,  Cuba, El Salvador, Estonia, Germania, India,  Italia, Mexic, Nicaragua, Pakistan, Panama, Polonia, Portugalia, Serbia, Spania, SUA, Taiwan, Turcia, Ungaria, Uruguay). A publicat mai multe volume de traduceri din engleză, franceză, spaniolă și portugheză, în România și în străinătate. A publicat, de asemenea, numeroase poeme, articole, eseuri și traduceri în reviste din țară și din străinătate, din opera a peste 140 de scriitori clasici și contemporani.
Este membru al Uniunii Scriitorilor din România. și al Centrului Pen Club România.  Activitatea sa literară este menționată în mai multe dicționare printre care „Dicționar bibliografic al literaturii romane”, „Dicționarul General al Literaturii Române”,  și „Dicționarul Scriitorilor și Publiciștilor teleormăneni”  și în antologii și în reviste literare din țară și din străinătate.

### Poezie
- Ție (Editura Universității din București, 1994);
- Tărâmul dintre Gânduri (Editura Universității din București, 1997);
- Cânt de Iubire - Song of Love (Ed. Herald, București, 1999), versiune bilingvă româno-engleză, traducere de Adrian G. Sahlean;
- Imn Existenței (Ed. Herald, București, 2000), volum dedicat lui Mihai Eminescu;
- Cânt de Iubire - Pesma Liubavi (Ed. Savez Srba u Rumuniji, Timișoara, 2001), versiune bilingvă româno-sârbă, traducere de poetul Draga Mirjanič;
- Pelerin (Ed. Dacia, Cluj, 2003);
- Peregrino (Pelerin, Empireuma, Orihuela, España, 2004), versiune bilingvă româno-spaniolă a volumului Pelerin, traducere de Joaquín Garrigós;
- Cuán grande es la tristeza, (Como el rayo, Alicante, España, 2005), traducere de Joaquín Garrigos și Dan Munteanu Colan, selecție și ilustrații de Ramón Fernández  (e-book);
- 愛之頌 (Cânt de Iubire, Taipei, Taiwan, 2006), traducere de poetul Lee Kuei-shien;
- Un solo canto (Un singur cânt, Poéticas, Argentina, 2006), traducere de Joaquín Garrigos și Dan Munteanu Colán  (e-book);
- Himno a la Existencia (Imn Existenței, Linajes Editorres, Mexico, 2006), versiune spaniolă a volumului Imn Existenței, traducere de Joaquín Garrigós și Adrian Mac Liman;
- Cât de aproape... - Lo cerca que estabas... (Ed. Pelerin, București, 2007), traducere în spaniolă de Joaquín Garrigos și Dan Munteanu Colán;
- Cânt de Iubire - Song of Love (Ed. Pelerin, București & Ed. Lumină Lină, New York, 2007), ediția a II-a revăzută, traducere de Adrian George Sahlean;
- Unde ești, Timp? Poezii. 1965-2005 (Ed. Curtea veche, București 2007);
- Poeme (Lahore, Pakistan, 2008), versiune bilingvă româno-urdu, traducere de Alla Ditta Raza Choudary;
- Peregrino (Ed. Expressão Gráfica, Brazilia, 2009), versiune portugheză de Luciano Maia;
- Dacă - un singur poem (Ed. Pelerin, București, 2009), volum multilingv (42 de limbi);
- 愛之頌 - Song of Love (Cânt de Iubire - Song of Love, Showwe Information Co.  Taipei, Taipei, Taiwan, 2010), în engleză de Adrian G. Sahlean și în chineză de Lee Kuei-shien;
- 生命的禮讃 (Imn Vieții, Showwe Information Co.  Taipei, Taiwan, 2011), traducere în chineză de Lee Kuei-shien;
- Além do azul - Dincolo de azur (Ed. Smile, Fortaleza, Ceara, Brazilia, 2012), volum bilingv portughezo-român, în colaborare cu Luciano Maia;
- Trei Poeme din Europa - Three Poems from Europa (Ed. Pelerin, București, 2013), volum multilingv  (42 de limbi vorbite în Europa);
- Cânt de Iubire - Song of Love - Chanson d’Amour (Ed. Pelerin, București & Ed. Destine Literare, Montreal, Canada 2013, volum trilingv, în engleză de Adrian G. Sahlean;
- Cânt de Iubire - Canto de Amor (Trilce, Salamanca, Spania, 2014), volum bilingv, în spaniolă de Joaquín Garrigós și Moisés Castillo, prefață de Hugo  Vega, cuvânt înainte de Alfredo Pérez Alencart, ilustrații de Miguel Elías;
- Dacă ai ști - 22 x 29 (Ed. Pelerin, București, 2015), volum multilingv (29 de limbi);
- Doar tăcerile - Csak a hallgatásokat (Ed. Europrint, Oradea, 2015), volum bilingv, traducere în maghiară de Irén P. Tóth;
- Trei Poeme din Europa - Three Poems from Europa (Sud Est Top Production, București, 2016), audiobook multilingv în limbile Uniunii Europene;
- Cânt de Iubire - Canto d’amore (Ed. Pellicano, collana Poetry by the Planet, Roma, Italia, 2016), traducere de Stefano Strazzabosco, prefață de Antonino Caponnetto;
- Dacă - un singur poem (Ed. Pelerin, București, 2017), volum multilingv (80 de limbi), cuvânt înainte de Luciano Maia, prefață de Adrian G. Sahlean, postfață de Gheorghe Glodeanu;
- Clipa aceea (Ed. Eikon, București, 2018), prefață de Dariusz Pacak;
- Imn Existenței - Inno all'Esistenza (Edizioni Rediviva, Milano, Italia, Collana Phoenix, 2018), volum bilingv, traducere în italiana de Antonio Buozzi și Luca Cipolla;
- 季節 (Anotimpuri,  Ed. Showwe Information Co. Taipei, Taipei, Taiwan, 2019), în chineză de Lee Kuei-shien;
- Primăvara acestei clipe (Ed. Pelerin, 2019, cuvânt înainte de P. S. Timotei Prahoveanul; postfață de Părintele Ion Popescu);
- If you Knew (Dar Ansana, Algeria, 2019), Arabic version by Miloud Homida);
- Pentru a te găsi - Para encontrarte (Trilce, Salamanca, Spania, 2019), volum bilingv, traducere în spaniolă de Joaquín Garrigós, ilustrații de Miguel Elías, prefață de Alfredo Pérez Alencart;
- Cânt de Iubire - Szerelmes Dal (Ed. eLiteratura, 2020); volum bilingv, traducere în maghiară de Irén P. Tóth;
- Pelerin - Zarándok  (Ed. eLiteratura, 2020), volum bilingv, traducere în maghiară de Irén P. Tóth; prefață de Gheorghe Glodeanu;
- Imn Existenței - Hino à Existência (Expressão Gráfica e Editora, Fortaleza, Ceara, Brazilia, 2021), volum bilingv, traducere de Luciano Maia, prefață de Raúl Lavalle, postfață de Gheorghe Glodeanu;
- No instante do Encontro (În clipa regăsirii, Labirinto, Fafe, Portugalia, 2021), traducere și prefață de Victor Oliveira Mateus;
- De ce? (Ed. Eikon, 2021), volum multilingv (24 de limbi), prefață de Horia Gârbea; postfață de Dușița Ristin;
- נשמה לידער (Poezii de suflet, Ed. Saga Publishing, Israel, 2021), volum în limba idiș cuprinzând poezii de Mihai Eminescu și Elena Liliana Popescu, selecție și traducere de Saul Leizer și poezii de Saul Leizer;
- Cânt de Iubire - Canto de Amor (Ed. eLiteratura, 2022); volum bilingv, traducere în portugheză de Luciano Maia;
- Tu - You (Ed. Pelerin, București, 2023), volum multilingv (50 de limbi), prefață de Dariusz Pacak, postfață de Dagmar Mária Anoca;
- Acropolis (Ed. Pelerin, București, 2023), volum multilingv (25 de limbi), prefață de Theodor Damian, postfață de Anca Irina Ionescu;
- Pelerin - Pellegrino (Ed. eLiteratura, 2023); volum bilingv, traducere în italiană de Luca Cipolla; prefață de Antonio Buozzi;
- Prin poezie spre noi înșine. Dialoguri (Ed. Eikon, 2024), prefață de Valentin Emil Mușat, postfață de Anca Irina Ionescu

### Traduceri
- Introspecția (de Ramana Maharishi, din engleză, Ed. Axis Mundi, București, 1993);
- Viața Impersonală (autor necunoscut, din franceză, Ed. Papirus, Râmnicu Vâlcea, 1994);
- Înțeleptul de la Arunachala (dialoguri cu Ramana Maharishi, din engleză, Vol I, Ed. Herald, București, 1997);
- Înțeleptul de la Arunachala (dialoguri cu Ramana Maharishi, din engleză, Vol II, Ed. Herald, București, 1997);
- Caosmos. Katharsis nu doar pentru mine (de Moises Castillo, din spaniolă, Ed. Dacia, Cluj 2002);
- Introspecția. Poeme (de Ramana Maharishi, din engleză, Editura Asociației Literare ȚIE, București, 2004);
- Poesías (Poezii, de Theodor Damian,  Ed. Lumină Lină, New York, SUA,  2005), traducere din română (cu Vlad Copil și Valentin Marleneanu);
- Frumusețea Tandreței (de Lee Kuei-shien, din engleză, Ed. Pelerin, București, 2006);
- Viața Impersonală (autor anonim, din franceză, ediția II-a revăzută, Ed. Pelerin, București, 2007);
- Harpă de umbră și lumină (de Lina Zerón, din spaniolă, Ed. Pelerin, București, 2007);
- Gânduri peregrine (de Hugo Gutiérrez Vega, din spaniolă, Ed. Pelerin, București, 2009);
- Ora Amurgului (de Lee Kuei-shien,  Ed. Pelerin, București, 2012), din engleză (cu Vlad Copil);
- Visul Apei (de Ana María Vieira, Ed. Pelerin, București, 2012), din spaniolă (cu Vlad Copil);
- Tablou de cenușă - Cuaderno de ceniza (de André Cruchaga, El Salvador, 2013), din spaniolă (cu Andrei Langa, Elisabeta Boțan și Alice Valeria Micu);
- Seva Antipozilor - Savia de las Antípodas (de Alfredo Pérez Alencart și Miguel Elías, Ed. Pelerin, București, 2014), din spaniolă;
- 20 Love Poems to Chile (de Lee Kuei-shien, Six Languages Edition: Chinese-Taiwanese-English-Spanish-Russian-Romanian,  Taiwan, 2015), din engleză (cu Vlad Copil);
- Periya Puranam - Din viețile a 63 de sfinți shivaiți (de Sekkizhar, Ed. Vidia, 2018), din engleză (cu Georgeta Thiery)
- Înțeleptul de la Arunachala (Convorbiri cu Ramana Maharishi, din engleză, ediție revăzută și completată, Ed. Herald, București, 2018);
- Existență sau non-existență (de Lee Kuei-shien, din engleză, Ed. 24:ore, Iași, 2019);
- Libertăți în diversitate (de Lee Kuei-shien, din engleză, Ed. Pelerin, București, 2019);
- Catorze poemas e um artigo (de António Salvado em Português e em Romeno, Castelo Branco, Portugalia, 2021);
- Adunarea râurilor (de Luciano Maia, Ed. Pelerin, 2021), traducere din portugheză, prefață și îngrijire ediție;
- Micul prinț, prietenul meu (de András Bandi, Ed. Pelerin, 2021), traducere din maghiară (în colaborare cu András Bandi), prefață și îngrijire ediție;
- Gitanjali: Ofrandă de Cânturi (de Rabindranath Tagore, Ed. Eikon, 2023), traducere din engleză, cuvânt-înainte și îngrijire ediție de Elena Liliana Popescu, postfață de Dușița Ristin

### Volume colective
- Beyond the Horizon (The national Library Poetry, USA, 1998);
- O antologie a poetelor din România (Ed. Muzeul Literaturii Române, București 2000);
- A la sombra del tigre. Cartografía poética del mundo latino (México, Morelia, 2003);
- Starețul Daniil Sandu Tudor (Colecția Scriitori mistici ortodocși, Ed. Panaghia, Vatra Dornei, 2004);
- Poemas de Lucian Blaga, Luciano Maia y Elena Liliana Popescu (Editorial de la Universidad Católica Argentina, Argentina, 2005);
- Conjuro de luces (México, 2006);
- Agenda poética del año 2008 (Linajes y Amarillo Editores, México, 2007);
- Inventario azul (Peru, 2009), antologie de poezie în limba spaniolă alcătuită de Félix Hugo Noblecilla Purizaga și Wilma Borchers (Chile);
- Zborul cuvintelor - Fluturimi i fjalëve (București, 2009), antologie româno - albaneză realizată de Baki Ymeri;
- Șiir her yerdedir (Istanbul, Turcia,  2010), antologie de poezie bilingvă, engleză - turcă;
- El color de la vida, (Salamanca, Spania,  2012), volum dedicat pictorului și sculptorului Cristóbal Gabarrón;
- World Poetry Almanac (Ulaanbatar, Mongolia,  2012);
- An Anthology of World's Woman Poetry (Showwe, Taipei, Taiwan,  2013), selecție și traducere de Lee Kuei-shien;
- Um extenso continente II - A Ilha (RVJ - Editores,  Castelo Branco, Portugal, 2014), volum dedicat poetului António Salvado;
- Lo más oscuro (de Alfredo Perez Alencart, Trilce Ediciones, Salamanca, Spania, 2015);
- Flame Tree Are in Blossom  (antologie multilingvă, Taipei, Taiwan, 2015), selecție și traducere de Lee Kuei-shien)
- Lingua di Lago (Sirmio International Poetry festival, Cuaderno 1, Italia,  2017):
- 101 Rumänische Dichter Antologie de poezie în limba germană - selecție de Christian W. Schenk (Boppard, Germany, 2017);
- Atunis Galaxy Anthology (Anthology of Contemporary World Poetry, Editors: Agron Shele, Prof. Dr Muhammad Shanazar and Sunita Paul, 2018);
- Lak-Berna Anthology (Anthology of Contemporary World Poetry, Argentina, 2018);
- Amarāvati Poetic Prism 2018, international multilingual (107 languages) poetry anthology, Cultural Centre of Vijayawada & Amaravati (CCVA), Vijayawada, Andhra Pradesh, India, 2018, edited by Ms. Padmaja Iyengar-Paddy;
- Dhaka Anthology of World Poetry (Adorn Publications, Dhaka, Bangladesh, 2018), edited by Aminhur Rahman and Bilkis Mansour;
- Versuri selectate de Christian W. Shenk (Antologie poetică, Cenaclul Poetic Shenk, Dionysos, Boppard, 2018);
- Pieta - Eine Auswahl rumänischer Lyrik, Dionysos (Boppard, 2018), traducere și îngrijire ediție de Christian W. Shenk;
- Poetry from Balkans  (by The Balkan Writers and Fahredin B. Shehu; Williams S. Peters Sr.Inner child Press, USA, 2018);
- București, dincolo de timp (Antologie lirică, Ed. Neuma, Cluj-Napoca, 2018);
- Poetry feeling in Sea and Land (Poetical Anthology, edited by Tamsui Culture Fundation, Taiwan, 2019; 淡水福爾摩莎國際詩歌節/ Formosa International Poetry Festival in Tamsui), selecție, traducere și îngrijire ediție de Lee Kuei-shien;
- Dhaka Anthology of World Poetry (Adorn Publications, Dhaka, Bangladesh, 2019), volum editat de Aminhur Rahman și Bilkis Mansour;
- Llama  de Amor Viva (Antología en homenaje a San Juan de la Cruz, XXII Encuentro de Poetas iberoamericanos, editado por la Fundación Salamanca Ciudad de cultura y saberes,  Salamanca, 2019), selecție, note și îngrijire ediție de Alfredo Pérez Alencart;
- Atunis Galaxy Anthology  2020 (Demer Press, 2019), Edited by Agron Shele;
- Second Anthology of World Gogyoshi (2020), volum editat de Taro Aizo și Milatri Mahajan;
- Dan Slușanschi – portret de clasicist (Ed. Ratio et Revelatio, 2019), volum coordonat de Ana-Maria Răducan și Florin-George Călian;
- 福爾摩莎詩選 / Anthology of Formosa Poetry (Tamsui, 2019), Edited by Lee Kuei-shien;
- Noaptea, statuile întineresc (Ed. Neuma, Cluj-Napoca, 2020), antologie coordonată de Horia Gârbea;
- The Poets for Humanity, World Peace 2020 (Inner child Press, edited by Williams S. Peters Sr., USA, 2020);
- Un grito por la Paz (Antología editada por la Casa de la Cultura "El Manantial" A.C. de Tehuacán, Puebla, México, Abril de 2020), 137 poetas de 55 países, traducciones de Leticia Guzmán Guerrero Felipe de Jesús A. Hernández, responsable de la edición Guadalupe Martínez Galindo;
- Valitud tõlkelulet II. 20. Sajandi keskpaigast; 21. Sajandi alguseni. (1970-2020) (Jüri Talvet, Tartu Ülikool kirjastus, Estonia,  2021);
- Orașul. Amintire și uitare (Ed. Neuma, Cluj-Napoca, 2022), antologie coordonată de Horia Gârbea;
- Fotografie de război (PEN România la Centenar, Ed. Casa de pariuri literare, București, 2022), antologie coordonată de Radu Vancu;
- Living Voices, World Poetry Day; Editors: Rei Berroa, Fernando Cabrera, 2022);
- Atunis Galaxy Anthology (Anthology of Contemporary World Poetry, Editor in Chief: Agron Shele, 2023);
- Rumänische Lyrikanthologie - Von den Anfängen bis heute BAND V, ISBN 9798878955898, Dionysos – 2024 Boppard am Rhein (Antologie de lirică română de la începuturi și până astăzi, Vol. V (în 6 volume);
- Orașul între sunete și tăcere (Ed. Neuma, Cluj-Napoca, 2024), antologie coordonată de Horia Gârbea;
- Orașul și prietenii (Ed. Neuma, Cluj-Napoca, 2025), antologie coordonată de Horia Gârbea

### Ediții îngrijite
- Introspecția (prefață, note, îngrijire ediție, 1993);
- Viața impersonală (postfață, note, îngrijire ediție, 1994);
- Înțeleptul de la Arunâchala, volumele I-II (prefață, note, îngrijire ediție, 1997);
- Zborul. Vis și destin (de poetul pilot George Ioana, tatăl său, cuprinzând poezii și un jurnal de zbor; prefață, note, îngrijire ediție, Ed. Hermes, București, 1999);
- Caosmos. Katharsis nu doar pentru mine (prefață, note, îngrijire ediție, 2002);
- Introspecția. Poeme (Editura Asociației Literare ȚIE, București, 2004);
- Clar de Lună - Luar (de Mihai Eminescu, ediție bilingvă româno-portugheză, traducere de Luciano Maia, Ed. Pelerin, 2006) (prefață, note, îngrijire ediție);
- Frumusețea Tandreței (prefață, note, îngrijire ediție, 2006);
- Viața Impersonală (prefață, note, îngrijire ediție, 2007);
- Harpă de umbră și lumină (prefață, îngrijire ediție, 2007);
- Gânduri peregrine (cuvânt înainte, îngrijire ediție, 2009);
- Dacă (cuvânt înainte, îngrijire ediție, 2009);
- Cosmos uman (prefață, note, îngrijire ediție - în colaborare cu Adrian George Sahlean, 2009);
- Nicolae Popescu – Omul • Matematicianul • Mentorul (cuvânt înainte, note, îngrijire ediție, 2011);
- Ora Amurgului (prefață, note, îngrijire ediție, 2012);
- Visul Apei (prefață, note, îngrijire ediție,  2012);
- Além do azul - Dincolo de azur (prefață, note, îngrijire ediție,  2012) (în colaborare cu Luciano Maia);
- Trei Poeme din Europa - Three Poems from Europa (introducere, note, îngrijire ediție, 2013);
- Cânt de Iubire - Song of Love - Chanson d’Amour (Ed. Pelerin, București & Editura Destine Literare, Montreal, 2013), note, îngrijire ediție;
- Starea a patra - Turiya (Ed. Pelerin, București, 2013), prefață, note, îngrijire ediție;
- Seva Antipozilor - Savia de las Antípodas (Ed. Pelerin, București, 2014), prefață, note, îngrijire ediție;
- Dacă ai ști - 22 x 29 (postfață și îngrijire ediție, 2015);
- Dacă (80 de limbi, Ed. Pelerin, introducere și îngrijire ediție 2017);
- Periya Puranam - Din viețile a 63 de sfinți shivaiți (de Sekkizhar; prefață, note, îngrijire ediție, 2018);
- Înțeleptul de la Arunachala (Convorbiri cu Ramana Maharishi, ediție revăzută și adăugită; prefață, note, îngrijire ediție, 2018);
- Zborul. Vis și destin (de George Ioana, ediție revăzută și completată: prefață, note, îngrijire ediție, Ed. Eikon, București, 2018);
- Existență sau non-existență (de Lee Kuei-shien, din engleză, Ed. 24:ore, Iași, 2019; prefață și îngrijire ediție);
- Libertăți în diversitate (de Lee Kuey-shien, din engleză, Ed. Pelerin, 2019; postfață și îngrijire ediție);
- Nicolae Popescu – Omul • Matematicianul • Mentorul (Editura Universității din București, Ediția a II-a, 2021; prima ediție: 2011), cuvânt înainte, note, îngrijire ediție;
- Elemente de teoria algebrică a numerelor (de Nicolae Popescu, Editura Universității din București, Ediția a II-a, 2021; prima ediție: 1969), cuvânt înainte, îngrijire ediție (în colaborare cu Victor Alexandru);
- Adunarea râurilor (de Luciano Maia, Ed. Pelerin, 2021), prefață și îngrijire ediție;
- Micul prinț, prietenul meu (de András Bandi, Ed. Pelerin, 2021), prefață și îngrijire ediție
- Gitanjali: Ofrandă de Cânturi (de Rabindranath Tagore, Ed. Eikon, 2023), cuvânt-înainte și îngrijire ediție

### Volume editate
- Introspecția. Poeme (Lee Kuei-shien, Editura Asociației Literare ȚIE, București, 2004);
- Clar de Lună - Luar (Mihai Eminescu, Ed. Pelerin, București, 2006);
- Frumusețea Tandreței (Lee Kuei-shien, Ed. Pelerin, București, 2006);
- Cât de aproape... - Lo cerca que estabas (Elena Liliana Popescu, Ed. Pelerin, București, 2007);
- Cânt de Iubire - Song of Love (Elena Liliana Popescu, Ed. Pelerin, București & Ed. Lumină Lină, New York, 2007);
- Viața Impersonală (Autor anonim, Ed. Pelerin, București, 2007);
- Harpă de umbră și lumină (Lina Zerón, Ed. Pelerin, București, 2007);
- Gânduri peregrine (Hugo Gutiérrez Vega, Ed. Pelerin, București, 2009);
- Cosmos uman (Victor Săhleanu,  Ed. Pelerin, București, 2009);
- Dacă (Elena Liliana Popescu, Ed. Pelerin, București, 2009);
- Ora Amurgului (Lee Kuei-shien,   Ed. Pelerin, București, 2012);
- Visul Apei (Ana Maria Vieíra, Ed. Pelerin, București, 2012);
- Trei Poeme din Europa - Three Poems from Europa (Elena Liliana Popescu, Ed. Pelerin, București, 2013);
- Cânt de Iubire - Song of Love - Chanson d’Amour (Elena Liliana Popescu, Ed. Pelerin, București, 2013);
- Starea a patra - Turiya (Autor anonim, Ed. Pelerin, București, 2013);
- Seva Antipozilor - Savia de las Antípodas (Alfredo Pérez Alencart & Miguel Elías, Ed. Pelerin, București, 2014);

- Dacă ai ști - 22 x 29 (Elena Liliana Popescu, Ed. Pelerin, București, 2015);
- Dacă - un singur poem (Elena Liliana Popescu, Ed. Pelerin, București, 2017);
- Libertăți în diversitate (Lee Kuey-shien, Ed. Pelerin, București, 2019);
- Primăvara acestei clipe (Elena Liliana Popescu, Ed. Pelerin, București, 2019);
- Adunarea râurilor (Luciano Maia, Ed. Pelerin, București, 2021);
- Micul prinț, prietenul meu (András Bandi, Ed. Pelerin, București, 2021);
- Tu - You (Elena Liliana Popescu, Ed. Pelerin, București, 2023);
- Acropolis (Elena Liliana Popescu, Ed. Pelerin, București, 2023)

### Colaborări la reviste literare
Antologii poetice publicate în reviste literare:
- Galaktika Poetike "ATUNIS" (Albania);
- "Djelfa", "FAWASL" (Algeria);
- "Revista de la Universidad Católica Argentina", "Ápices", "La Bodega del diablo", "Poéticas", "Realidades y ficciones", „Ephemeris”,  “Cuadernillo clásico. Grecia y Roma”, “Letrillas” (Argentina);
- "Azuria" (Australia);
- "Ittefaq" (Bangladesh)
- "Página Siete",  "La Palabra" (Bolivia);
- "Literarte" (Brazilia);
- "The Ambassador", "Atheneum", "Observatorul", "Azularte", "Destine Literare" (Canada);
- "Trilce", "Añañuca", "Cinosargo", "Koyawe" (Chile);
- "Arquitrave", "La Urraka", "Prometeo" (Columbia);
- “Jnuri” (https://www.jnuri.net/mobile/article.html?no=56175 (Coreea de Sud))
- "La Jiribilla", "Calle B" (Cuba);
- "Akadeemia" (Estonia);
- "Observator München", "Agero Stuttgart", "Alternanțe" (Germania);
- "Muse India",  "Achena Yatri", "The Nilgiri Wagon" (India);
- "Isla Negra", "Margutte"", caponnetto-poesiaperta (Italia);
- "Alforja", "Casa del Tiempo", "La Jornada Semanal", "Universo de El Búho", "La Otra", "El Subterráneo" (Mexic);
- "World Poetry Almanac" (Mongolia);
- "Anide", "El nuevo Diario: Nuevo Amanecer Cultural" (Nicaragua);
- "El Aguacate" (Panama);
- "Teatr", "Slowa i Tanka", Akant (Polonia);
- "Cintilações",  "Oresteia " (Portugalia);
- "Autana" (Puerto Rico);
- "Timpul" (Republica Moldova);
- "Academica", "Convorbiri literare", "Cronica", "Poezia", "Nord Literar", "Contemporanul", "Familia", "Hyperion", "Neuma", "Oglinda Literară", "Viața medicală", "Prosaeculum", "Cetatea literară", "Meandre", "Literra", "Sud", "Orient Latin",  "Expres cultural”, "Argos", "Caligraf", "Algoritm literar", "Bucureștiul Literar și Artistic", "Revista nouă",  "Urmuz", ”Glas râmnicean”, "Singur", "Arcade", "Cuib", "Meandre", "Răsunetul cultural", "Mișcarea Literară"  (România);
- "Knijevni Jivot", "Naša Reč", "Oglinda", "Tibiscus",  "Књижевни преглед" (Serbia);
- "Azahar", "Como el rayo", "Cuadernos del Ateneo de la Laguna", "Empireuma", "Enfocarte", "La Vega es", "2C - La opinión de Tenerife", "La Columna", "Perito", "Portada", "República de las Letras", "Rumano en el mundo", "Letras rumanas", "Ágora-Papeles de Arte Gramático", "El Adelanto", "Crear en Salamanca", "Suplemento de Realidades y Ficciones", “Álora la bien cercada”, "Tiberíades" (Spania);
- "Chrysalis", "Lumina Lină - Gracious Light",  "Syndic Journal", "Alcándara" (SUA);
- "Taiwan Daily" Arhivat în 16 iunie 2008, la Wayback Machine., "Li Poetry", "Epoch" (Taiwan);
- "Hayal", "Yasakmeyve", "Asanatlar" (Turcia);
- "Arkad", "Magyarul Bábelben", "Șiirden",  "Hetedhéthatár" (Ungaria);
- "Letras-Uruguay" (Uruguay)

## Premii și distincții literare
- Diploma specială a Festivalului Internațional de Poezie de la Uzdin, Serbia 1997;
- Premiul întâi la Festivalul de Poezie "Novalis" de la München, Germania, 1998;
- Mențiune la X Certamen de Poesía "Leonardo Cercós", Palma de Mallorca, Spania, 2007;
- Diploma de reconocimiento y mérito, acordată de Ambasada Spaniei din București, România, 2011;
- Premiul pentru Poezie, acordat de Revista "Nord Literar", Baia Mare, România, 2019;
- International Prize "Dardanica", acordat de International Writers Association "Pjetër Bogdani", Brussels - Pristina, 2020